# 山口菜穂
山口 菜穂（やまぐち なお ）は日本のAV女優である。

## 出演作品
2018年
- どこにでもいる普通のママがやっぱり1番エロい。山口菜穂 38歳 AV DEBUT
- どこにでもいる普通のママがやっぱり1番エロい。山口菜穂 38歳 第2章 外でも中でも初めての快感を体で知った絶頂記念日
- 山口菜穂（38） 2人の野球少年の兄弟のママ ご近所で密かに話題の地味カワ奥さん デビュー前の未公開初SEX SOD PREDEBUT
- どこにでもいる普通のママがやっぱり1番エロい。 山口菜穂 38歳 第3章 次男ができてから11年ぶり 1日中生チ○ポを堪能する中出しSEX
- どこにでもいる普通のママがやっぱり1番エロい。 山口菜穂 38歳 第4章 男の身体を舐め回し中出しまで求めてしまう 朝から晩まで飲酒しっぱなし欲情SEX
- どこにでもいる普通のママがやっぱり1番エロい。 山口菜穂 38歳 最終章 旦那と息子を見送ってから自宅に男を招き入れ最後の不貞 快感にがくつく股から汁が溢れ出し汗だくでイキ続けた夏の終わり
- 【VR】山口菜穂 38歳 VR DEBUT どこにでもいる普通のママがやっぱり1番エロい。背徳感が止まらない…本物人妻とホテルで中出し不倫SEX体験
- 夫では味わえない快感 中年オヤジに気が狂いそうなほどイカされ続けて…。 山口菜穂
- 本物人妻11名の初収録デビュー前プレミアムセックス＆本物人妻11名の歴代ベストセックス 合計22SEX収録 総集編2枚組8時間
- 【VR】山口菜穂 38歳 VR 第2章どこにでもいる普通のママがやっぱり1番エロい。旦那の居ぬ間に自宅で逢瀬。本物人妻に寝取り中出し！
- 炊事・洗濯・性欲処理 9人息子、旦那と連続セックス朝生活 菜穂（38） 山口菜穂
- 奇跡の競演 超豪華ハーレム大乱交 本物人妻同窓会 in 温泉旅行 夢のひと時 180分

2019年
- 【VR】超豪華ハーレム大乱交 本物人妻同窓会 in温泉旅行 VR
- 2018年下半期全184タイトルBEST8時間
- 2018年マドンナ全363タイトル12時間
- 「そんなに舐め続けられたら私…」夫の部下の舐められ性交に堕ちた上司の奥さん 山口菜穂
- 人妻が最も罪悪感を忘れて乱れまくる射精90秒前の激ピストン300連発
- 至高のオナニーライフを一ヶ月間楽しめる！！Madonna美熟女SEXカレンダー31人 16時間顔だけでもヌケるイイ熟女達のねっとり濃密ベロキス性交 8時間

2020年
- 2019年下半期全206タイトルBEST8時間
- 舐めてしゃぶってタマまで伝う人妻の最高に気持ちいい射精直前！！フェラチオラッシュ276連発 8時間
- 2019年Madonna全394タイトル 12時間 ￥1980
- 心もカラダも開放的にSEXしよう！スリルと快感 極上の青姦・野外SEXスペシャル 24人4時間！